# 貝萊爾莊園 (亞利桑那州)
貝萊爾莊園（英語：Belaire Manor）是位於美國亞利桑那州馬里科帕縣的一個非建制地區。該地的面積和人口皆未知。

## 地理
貝萊爾莊園的座標為33°30′55″N 112°10′48″W / 33.51528°N 112.18000°W，而該地的平均海拔高度為346米（即1135英尺）。